# Acalypha subviscida
Acalypha subviscida är en törelväxtart som beskrevs av Sereno Watson. Acalypha subviscida ingår i släktet akalyfor, och familjen törelväxter. Inga underarter finns listade i Catalogue of Life.